# Paracrocidura graueri
Paracrocidura graueri es una especie de musaraña de la familia Soricidae.

## Distribución geográfica
Es endémica de la República Democrática del Congo.

## Hábitat
Su hábitat natural son: zonas subtropical o tropical, montañas húmedas.